# 東京女子流 MMちゃんねる*
東京女子流MMちゃんねる（とうきょうじょしりゅうえむえむちゃんねる）は、2013年4月4日から2014年3月27日までNACK5で放送されていたラジオ番組。

## 放送日時
毎週木曜 23：30 - 24：00

## 出演者
東京女子流より山邊未夢、庄司芽生。

## 概要
2012年度に同じくNACK5で放送されていた『東京女子流〜ひめスタ*〜』の後継番組。番組名はやはり担当する2人の名の頭文字より（庄司が残り、新井に代わって山邊が登場）。2人の高校生ならではのガールズトークを展開する。また、普段進行する2人以外の東京女子流のメンバーもときどき登場する。

## 番組でのコーナー
毎回、すべてのコーナーが放送されるわけではない。
- 約束MM

リスナーの今年の目標を紹介し、メンバーと目標達成の約束をする。
- ＭＭガールズトーク

サイコロを振った目に沿ったトークをしていく
- 東京女子流リクエスト祭り

約2か月に1回、東京女子流リクエスト祭りと題してリスナーからのリクエストをほぼ30分間ずっと紹介し、曲を流す。5月1日、7月18日、9月5日に放送された。
- どっちの女子流ＭＭショー！

## ゲスト
普段パーソナリティを務めている2人以外の女子流メンバーが出演した回もここで述べる。
- 6月13日 Dorothy Little Happyより、早坂香美と富永美杜。
- 7月25日　東京女子流より、新井ひとみと中江友梨。この回では普段パーソナリティをしている山邊未夢は放送に出演しなかった。
- 8月1日　 東京女子流より、新井と中江。
- 8月22日　東京女子流より、新井、中江、小西彩乃。この回では、女子流メンバーが5人全員登場したことになる。
- 8月29日　東京女子流より、小西と中江。

## 公開収録
- 2014年1月12日、『東京オートサロン2014』（幕張メッセ）会場内のNACK5特設ブースにて東京女子流メンバー全員が参加して公開収録を行った[1]。この模様は同年1月23日・30日の番組内で放送。